# Eberhard Pfisterer
Eberhard Pfisterer (* 5. Januar 1938 in Stuttgart-Zuffenhausen) ist ein ehemaliger deutscher Fußballspieler. Der als Außenläufer oder Halbstürmer im damals praktiziertem WM-System auflaufende Spieler hat in der Debütrunde der Fußball-Bundesliga, 1963/64, für den VfB Stuttgart 29 von 30 Ligaspielen absolviert.

## Laufbahn
Pfisterer kam 1960 vom FV Salamander Kornwestheim aus der württembergischen Amateurliga zum VfB Stuttgart in die erstklassige Fußball-Oberliga Süd. Er debütierte am 5. Spieltag, den 11. September 1960, in der Oberliga. Der VfB verlor mit 2:3 beim VfR Mannheim. An der Seite von Mittelstürmer Rolf Geiger bildete er zusammen mit Linksaußen Höller den linken Flügel. Trainer Kurt Baluses hatte neben Pfisterer auch noch Hans Eisele, Dieter Höller, Klaus-Dieter Sieloff und Werner Walter neu in seinen Ligakader aufgenommen. In der Oberliga Süd kam er mit dem VfB auf insgesamt 50 Spiele und fünf Tore. Im Abschlussjahr der alten erstklassigen Oberliga Süd, 1962/63, steigerte er seine Einsätze auf 21 Spiele. Mit einem 1:1 bei Kickers Offenbach beendete der VfB das Kapitel Oberliga Süd; Pfisterer hatte dabei mit Rudi Entenmann und Sieloff die Läuferreihe der Schwaben gebildet und der VfB den 6. Rang belegt. Das Team um Torhüter Günter Sawitzki wurde gemeinsam mit München 1860, 1. FC Nürnberg, Eintracht Frankfurt und dem Karlsruher SC aus dem Regionalverband Süddeutschland für die neu gegründete eingleisige Bundesliga ab 1963/64 nominiert. 
Pfisterer gehört dem historischen Spielerkreis an, welcher am 24. August 1963, am Debüttag der Bundesliga, die neue Liga zum Laufen brachten. Der VfB verlor mit 0:2 beim FC Schalke 04. Am Rundenende belegte Stuttgart den 5. Rang. Die folgenden drei Runden ging es für den VfB mit den Plätzen 12 (1964/65), 11 (1965/66) und nochmals 12 (1966/67) in der Tabelle ins hintere Mittelfeld. In den letzten zwei Runden gehörte der Mann aus Kornwestheim nur noch sporadisch dem eingesetzten Spielerkreis an. Waren 1965/66 mit Willi Entenmann, Hans-Otto Peters und Vladimir Popovic schon drei leistungsmäßig beachtliche Konkurrenten neu zum VfB gekommen, so wurde seine Lage durch die Neuzugänge für die Saison 1966/67 massiv schwieriger: Gilbert Gress, Bo Larsson, Karl-Heinz Handschuh und Horst Köppel griffen in den Kampf um die Stammplätze ein. Da blieb für Pfisterer lediglich noch der Einsatz am sechsten Spieltag, den 24. September 1966, bei einer 0:4-Auswärtsniederlage bei Eintracht Frankfurt übrig. Mit Günter Seibold und Helmut Huttary bildete er dabei die Läuferreihe und konnte gegen die Offensivkunst von Jürgen Grabowski, Wilhelm Huberts, Wolfgang Solz und Oskar Lotz nur wenig ausrichten. Trainer Rudi Gutendorf wurde am 14. Dezember 1966 durch Altnationalspieler Albert Sing ersetzt, aber mehr als der 12. Rang kam nicht mehr dabei heraus. In der Bundesliga absolvierte Pfisterer 55 Spiele für die Stuttgarter, in denen er drei Tore erzielte.
1967 wechselte er in die Schweiz zum FC Baden in die Nationalliga B. Er beendete seine aktive Karriere bei der SpVgg 07 Ludwigsburg und war danach vier Jahre Trainer beim TSV Münchingen.